# Heckenmünze
Eine Heckenmünze ist eine geheime, nicht legale Münzstätte. Im 17. und 18. Jahrhundert wurde damit eine Münzstätte bezeichnet, „die nicht von den entsprechenden Reichskreisen bestätigt war und unterwertiges Geld herstellte und vertrieb“. Gemäß der deutschen Reichsmünzordnung von 1559 war der Betrieb einer Münzstätte nur denjenigen Landesherren oder Freien Reichsstädten erlaubt, die eigenen Silberbergbau betrieben.
Je nach Wert bezeichnet man die Münzen der Heckenmünzen als Heckpfennige, Heckgroschen oder Hecktaler. Um an das entsprechende Grundmaterial zu gelangen, wurden meist Münzen mit einem hohen Münzfuß (Gehalt an Edelmetall) eingeschmolzen, mit minderwertigeren Beischlägen als bei bekannten und eingeführten Münzen versetzt und aus diesem vermehrten Grundmaterial neue Münzen geschlagen. Ein übliches Verfahren war es dabei, Produkte anderer Münzstätten nachzuahmen. Mehrdeutige Wappen oder veränderte bzw. abgekürzte Umschriften ließen den wahren Münzherren möglichst schwer erkennen.
Besonders im Mittelalter gab es viele Münzstätten, die Heckenmünzen waren. Zum einen betrieben legitimierte Münzherren nebenbei eine Heckenmünze, um zusätzliches Geld zu verdienen, zum anderen wurden diese illegitimen Münzstätten von Fürsten und Städten eröffnet, die kein Prägerecht besaßen – es wurde schlicht Falschmünzerei betrieben. Mangels einheitlicher Gesetzgebung in den zahlreichen deutschen Territorien ließ sich diese Praxis jedoch nur schwer unterbinden. Die Hochzeit dieser Spirale der Münzentwertung war in den Jahren von 1619 bis 1623, der sogenannten Kipper- und Wipperzeit, sowie von 1670 bis 1690 (Kleine Wipperzeit).
Eine bekannte Heckenmünze im Mittelalter war die um 1458 von Dietrich II. von Moers errichtete Münze in Deutz (bei Köln), die Postulatsgoldgulden produzierte. Die Stadt Köln weigerte sich nach der Entdeckung, diese als vollwertig anzuerkennen, und teilte dieses Dietrich von Moers unmissverständlich mit.
Als Heckenmünze betätigte sich während des Siebenjährigen Kriegs (Dritte Wipper- und Kipperzeit) die im Herzogtum Holstein gelegene Münze zu Rethwisch durch minderwertige Nachahmung von Guten Groschen aus Anhalt-Zerbst. Im großen Stil wurde bis 1830 auch von der Stadt Coburg eine Heckenmünze betrieben.
Begünstigt wurde die Heckenmünzerei durch das Greshamsche Gesetz, nach welchem „schlechtes“, dem Edelmetallgehalt nach unterwertiges Geld, „gutes“ Geld unter bestimmten Bedingungen verdrängt. Dies ist der Fall, wenn das unterwertige Geld nur schwer erkannt werden kann oder wenn auch für schlechtes Geld ein hoheitlich durchgesetzter Annahmezwang besteht.
Siehe auch: Münzstätte Leipzig: Unter preußischer Besatzung (Rückfall in die Heckmünzerei)